# Élections sénatoriales de 1958 en Guadeloupe
Les élections sénatoriales en Guadeloupe ont eu lieu le dimanche 8 juin 1958.
Elles ont eu pour but d'élire, pour la dernière fois, les deux sénateurs représentant le département au Conseil de la République, en attendant le résultat des changements constitutionnels en cours.

## Contexte départemental
Les grands électeurs qui votent pour ces élections reflètent les résultats des élections municipales de 1953.
Les sénateurs sortants, élu sous la double étiquette RPF-RGR en 1952, se représente dans une liste nommée "Liste Centre républicain, radical et radical-socialiste", les deux siégeant dans le groupe de la Gauche démocratique.

## Présentation des candidats et des suppléants
Les nouveaux représentants sont élus pour un mandat de 6 ans au suffrage universel indirect par les 519 grands électeurs, dont les 33 conseillers généraux, élus au Conseil général, les 4 parlementaires et 482 délégués des conseils municipaux.
| Candidats | Candidats      | Parti | Principale fonction |
| --------- | -------------- | ----- | --- |
|           | Lucien Bernier | SFIO  | Maire et conseiller général de Saint-François. Avocat.                                                                      |
|           | René Toribio   | SFIO  | Ancien président du Conseil général (1954-1956). Conseiller général et maire du Lamentin. Directeur de l'école du Lamentin. |

| Candidats | Candidats        | Parti | Principale fonction                                                                                              |
| --------- | ---------------- | ----- | --- |
|           | Amédée Valeau    | RGR   | Conseiller général et maire de Gourbeyre. Chirurgien-dentiste, agriculteur, grand propriétaire. Sénateur sortant |
|           | Maurice Satineau | RGR   | Maire et conseiller général de Sainte-Anne. Escroc, journaliste. Sénateur sortant.                               |

| Candidats | Candidats | Parti | Principale fonction |
| --------- | --------- | ----- | ------------------- |
|           |           | PCG   |                     |
|           |           | PCG   |                     |

## Résultats
| Candidat et parti politique | Candidat et parti politique | Candidat et parti politique | Premier tour | Premier tour | Ballotage | Ballotage |
| Candidat et parti politique | Candidat et parti politique | Candidat et parti politique | Voix         | %            | Voix      | %         |
| --------------------------- | --------------------------- | --------------------------- | ------------ | ------------ | --------- | --------- |
|                             | Amédée Valeau               | RGR                         |              |              |           |           |
|                             | Maurice Satineau *          | RGR                         |              |              | 266       | 49,63     |
|                             | Lucien Bernier              | SFIO                        |              |              | 267       | 49,81     |
|                             | René Toribio                | SFIO                        |              |              |           |           |
|                             |                             |                             |              |              |           |           |
|                             |                             |                             |              |              |           |           |
|                             |                             |                             |              |              |           |           |
|                             |                             |                             |              |              |           |           |
| Inscrits                    | Inscrits                    | Inscrits                    |              | 100,00       |           | 100,00    |
| Votants                     |                             |                             |              |              |           |           |
| Exprimés                    | Exprimés                    | Exprimés                    |              |              | 536       |           |